# Miles Gemini
Miles M.65 Gemini — легкий, пасажирський, туристичний двомоторний літак виробництва Великобританії. Це останній літак конструкції Miles Aircraft, який випускався великою серією. Перший політ здійснив 26 жовтня 1945 року, а серійне виробництво тривало з 1945 по 1947 рік. Всього виготовили 170 машин.
Розробка Gemini велася швидкими темпами, компанія прагнула запровадити свої нові розробки в післявоєнний сектор цивільної авіації. Швидкість розробки була обумовлена тим, що в основі конструкції лежав одномоторний Miles Messenger.

## Історія створення

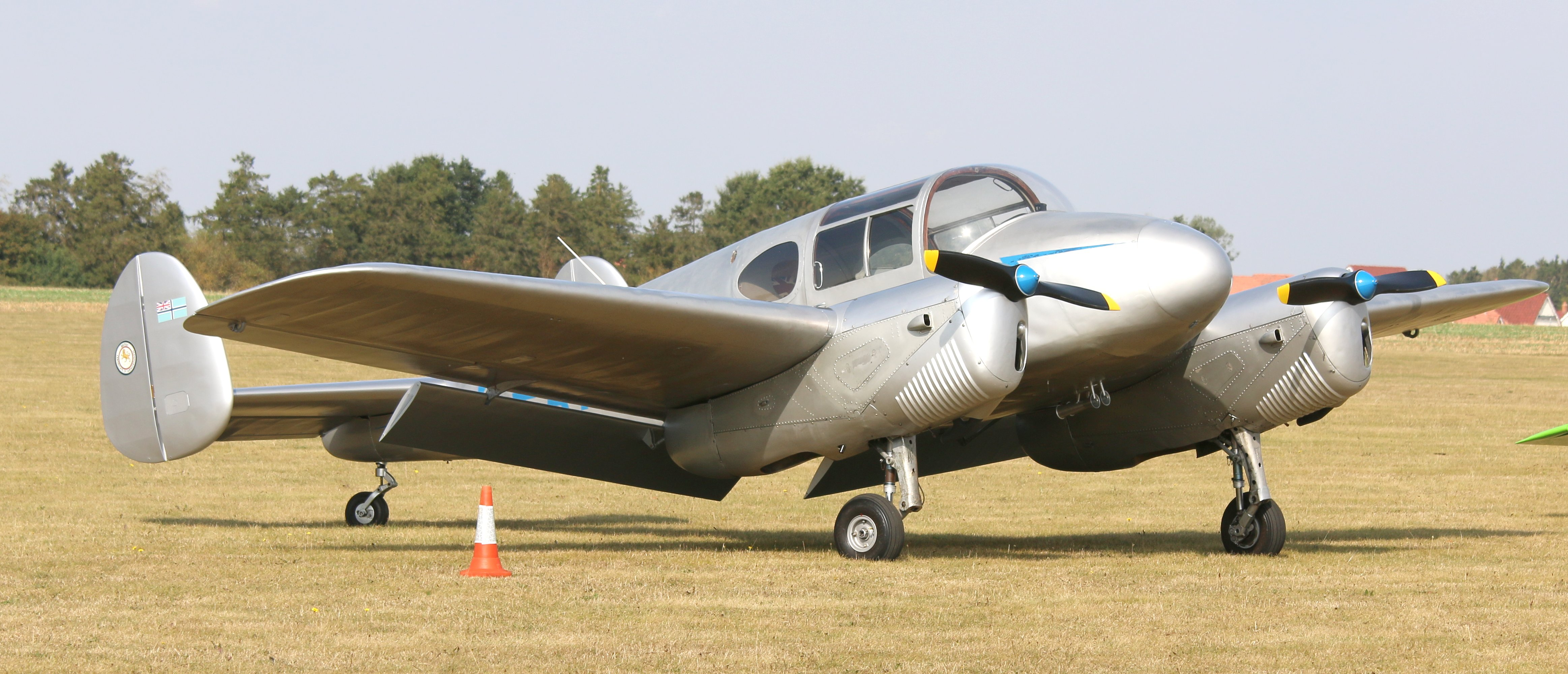
Miles Gemini 1A у вересні 2021 року на аеродром Рофем

По завершенню другої світової війни, міністерство авіації Великої Британії відмовилося від більшої частини контролю над британським літакобудівним сектором. В компанії Miles Aircraft вирішили що на ринку є вільна ніша для сучасного легкого двомоторного літака і планували швидко вивести на ринок свою модель, модернізувавши вже існуючий одномоторний Miles Messenger.
26 жовтня 1945 року прототип Gemini здійснив свій перший політ. Перші польоти здійснювались із тимчасовим фіксованим шасі, згодом на серійних літаках шасі зробили таким, що прибирається, за виключенням маленького хвостового колеса. За висновками випробувачів, літак був легким і зручним в пілотуванні. Випробування відбувалися в швидкому темпі, значних проблем за результатами випробувань не виявили. Miles Aircraft були настільки впевнені в цій моделі, що продемонстрували прототип потенційним клієнтам вже за кілька днів після його першого польоту.
Невдовзі Gemini вже надійшов в серійне виробництво. Також компанія оцінивши значні переваги нового літака над існуючим Miles Mercury, відмовилися від планів виробництва останнього, на користь зосередження ресурсів на виготовленні Gemini. Новий літак мав попит і вже в перший рік виробництва продали 130 машин. 

## Опис конструкції
Конструктивно літак є двомоторним, чотиримісним, вільнонесучим низькопланом виготовленим переважно з дерева, з прямим крилом і Н-подібним хвостовим оперенням. Різні версії літака були оснащені різними поршневими авіаційними двигунами, потужністю від 100 до 155 к.с. Шасі літака триопорне з хвостовим колесом. Основні стійки шасі прибиралися в гондоли двигунів на крилах, а заднє колесо шасі було фіксованим. Для збільшення дальності перельоту літак міг бути оснащений парою підвісних баків ємністю 15 галонів кожен.

### Основні характеристики
- Екіпаж: 1 людина
- Пасажиромісткість: 3 пасажири
- Висота: 2,29 м
- Довжина: 6,78 м
- Розмах крил: 11,02 м
- Площа крила: 17,7 м²
- Вага порожнього: 866 кг
- Максимальна злітна вага: 1361 кг
- Повітряні гвинти: 2-лопатеві з фіксованим кроком гвинта

### Льотні характеристики
- Максимальна швидкість: 240 км/год
- Крейсерська швидкість: 210 км/год
- Швидкість звалювання: 56 км/год
- Практична стеля: 4100 м
- Швидкопідйомність: 4,4 м/с

### Модифікації
- Gemini 1 — прототип оснащений двома двигунами Blackburn Cirrus Minor 2[en] максимальною потужністю 100 к.с. кожен і шасі що не прибирається. Збудовано 1 екземпляр.
- Gemini 1A — версія оснащена двома двигунами Blackburn Cirrus Minor 2 максимальною потужністю 100 к.с. кожен і фіксованими закрилками. Збудовано 135 машин.
- Gemini 1B — версія оснащена двома двигунами Blackburn Cirrus Minor 2 максимальною потужністю 100 к.с. кожен і висувними закрилками. Збудовано 1 машину[1].
- Gemini 2 — версія з двигунами Lycoming O-290-3/1[en] потужністю 130 к.с. кожен. Збудовано 2 машини.
- Gemini 3 — версія з двигунами de Havilland Gipsy Major 1C потужністю 145 к.с. кожен. Збудовано 3 машини.
- Gemini 3A — версія з двигунами de Havilland Gipsy Major 10 Mk 1 потужністю 145 к.с. кожен. Збудовано 7 машин.
- Gemini 3B — версія з двигунами de Havilland Gipsy Major 10 Mk 1-3 engines.
- Gemini 3C або Gemini 7 — версія з двигунами de Havilland Gipsy Major 10 Mk 2. Збудовано 2 машини.
- Gemini 8 — рання версія літака, який згодом отримав назву Miles Aries. Оснащений двигунами Blackburn Cirrus Major 3[en] потужністю 155 к.с. кожен.